# Paul Jean
Pour les articles homonymes, voir Jean.
Paul Jean est un kayakiste français né le 21 mai 1995.

## Carrière
Aux Championnats du monde de descente 2018, il est médaillé d'argent en K1 classique individuel et en K1 sprint par équipe et médaillé d'or en K1 classique par équipe .

## Palmarès

### Championnats du monde
- Championnats du monde de descente 2018
  -  Médaille d'or en K1 classique par équipe.
  -  Médaille d'argent en K1 classique.
  -  Médaille d'argent en K1 sprint par équipe.

### Championnats d'Europe
- Championnats d'Europe de descente 2021
  -  Médaille de bronze en K1 classique.
- Championnats d'Europe de descente 2017
  -  Médaille de bronze en K1 classique.